# Liste des communes françaises de l'Aisne ayant changé de nom au cours de la Révolution
Pour un article plus général, voir Liste des communes françaises ayant changé de nom au cours de la Révolution.
Cet article présente la liste des communes françaises de l'Aisne ayant changé de nom au cours de la Révolution.

## Aisne
Les noms des communes qui ont conservé leur nom révolutionnaire sont surlignés en bleu ciel.
| Commune                                                | Nom révolutionnaire     | Notice Ehess-Cassini |
| ------------------------------------------------------ | ----------------------- | -------------------- |
| Anguilcourt (réunie à Anguilcourt-le-Sart)             | Séricourt               | no 866               |
| Anguilcourt (réunie à Anguilcourt-le-Sart)             | Serre-y-Court           | no 866               |
| Anguilcourt (réunie à Anguilcourt-le-Sart)             | Serricourt              | no 866               |
| Anizy-le-Château                                       | Anisy-la-Rivière        | no 878               |
| Arcy-Sainte-Restitue                                   | Arcy                    | no 1132              |
| Bézu-Saint-Germain                                     | Bézu-le-Grand           | no 4168              |
| Celles-lès-Condé                                       | Celles-lès-Vallon-Libre | no 7415              |
| Chapelle-Monthodon (La)                                | Monthodon               | no 8286              |
| Château-Thierry                                        | Château-Égalité         | no 8715              |
| Château-Thierry                                        | Égalité-sur-Marne       | no 8715              |
| Chézy-l'Abbaye                                         | Chézy-sur-Marne         | no 9342              |
| Condé-en-Brie                                          | Vallon-Libre            | no 10095             |
| Condé-sur-Aisne                                        | Scevole-sur-Aisne       | no 10115             |
| Condé-sur-Suippe                                       | Remy-sur-Suippe         | no 10121             |
| Coucy-la-Ville                                         | Coucy-la-Vallée         | no 10472             |
| Coucy-le-Château (réunie à Coucy-le-Château-Auffrique) | Coucy-la-Montagne       | no 10473             |
| Fère-en-Tardenois                                      | Fère-sur-Ourcq          | no 13692             |
| Ferté-Milon (La)                                       | La Ferté-sur-Ourcq      | no 13771             |
| Grand-Rozoy                                            | Les Oulchy              | no 29973             |
| Grand-Rozoy                                            | Rozoy-les-Oulchy        | no 29973             |
| Guise                                                  | Beaupré                 | no 16471             |
| Guise                                                  | Réunion-sur-Oise        | no 16471             |
| Licy-les-Moines                                        | Licy-Clignon            | no 19463             |
| Marizy-Sainte-Geneviève                                | Marizy-le-Grand         | no 21245             |
| Mons-en-Laonnois                                       | Mons-les-Creuttes       | no 23015             |
| Mont-Saint-Père                                        | Mont-Bel-Air            | no 23872             |
| Mont-Saint-Père                                        | Mont-sur-Marne          | no 23872             |
| Montgru-Saint-Hilaire                                  | Hilaire-Montgru         | no 23476             |
| Montreuil-aux-Lions                                    | Montreuil-l'Union       | no 23807             |
| Neuilly-Saint-Front                                    | Neuilly-sur-Ourcq       | no 24795             |
| Nizy-le-Comte                                          | Nizy-le-Marais          | no 25062             |
| Nouvion-l'Abbesse (devenue Nouvion-et-Catillon)        | Nouvion-le-Franc        | no 25280             |
| Origny-Sainte-Benoite                                  | Origny-sur-Oise         | no 25720,            |
| Oulchy-le-Château                                      | Oulchy-la-Montagne      | no 25915             |
| Pont-Saint-Mard                                        | Pont-sur-Lette          | no 27610             |
| Rozet-Saint-Albin                                      | Les Mesnils             | no 29053             |
| Rozet-Saint-Albin                                      | Rozet-le-Mesnil         | no 29053             |
| Rozoy-Bellevalle                                       | Rozoy-Gatebled          | no 29976             |
| Saint-Agnan                                            | Montagnan               | no 30230             |
| Saint-Aubin                                            | Franc-Cœur-la-Carrière  | no 30504             |
| Saint-Gobain                                           | Mont-Libre              | no 32196             |
| Saint-Nicolas-aux-Bois                                 | La Vallée-aux-Bois      | no 33789             |
| Saint-Paul-aux-Bois                                    | Vignette-aux-Bois       | no 33986             |
| Saint-Quentin                                          | Égalité-sur-Somme       | no 34360             |
| Saint-Quentin                                          | Linon-sur-Somme         | no 34360             |
| Saint-Quentin                                          | Somme-Libre             | no 34360             |
| Saint-Rémy-Blanzy                                      | Blanzy                  | no 34423             |
| Saint-Rémy-Blanzy                                      | Rémy-Blanzy             | no 34423             |
| Saint-Rémy-Blanzy                                      | Rémy-Ivry               | no 34423             |
| Villiers-sur-Marne (devenue Villiers-Saint-Denis)      | Villers-aux-Pierres     | no 40683             |